# Euro/dollar
Ne doit pas être confondu avec Eurodollar.
 (avril 2020).
Euro/dollar désigne le taux de change de l'euro exprimé en dollar américain, c’est-à-dire la valeur d'un euro exprimée en dollar américain (USD). 
L'euro/dollar est une paire de devises. 
On l'écrit habituellement : EUR/USD, suivant la norme ISO 4217. C'est l'instrument financier le plus traité dans le monde. Le marché sur lequel s'échange l'euro/dollar est le Forex.

## Confusion à éviter
Il ne faut en aucun cas le confondre avec eurodollar, qui n'a rien à voir avec l'euro. Ce terme, forgé dans les années 1970, désigne des dépôts en dollars détenus hors des États-Unis, et par extension, des futures sur Libor dollar.

## Historique avant1999

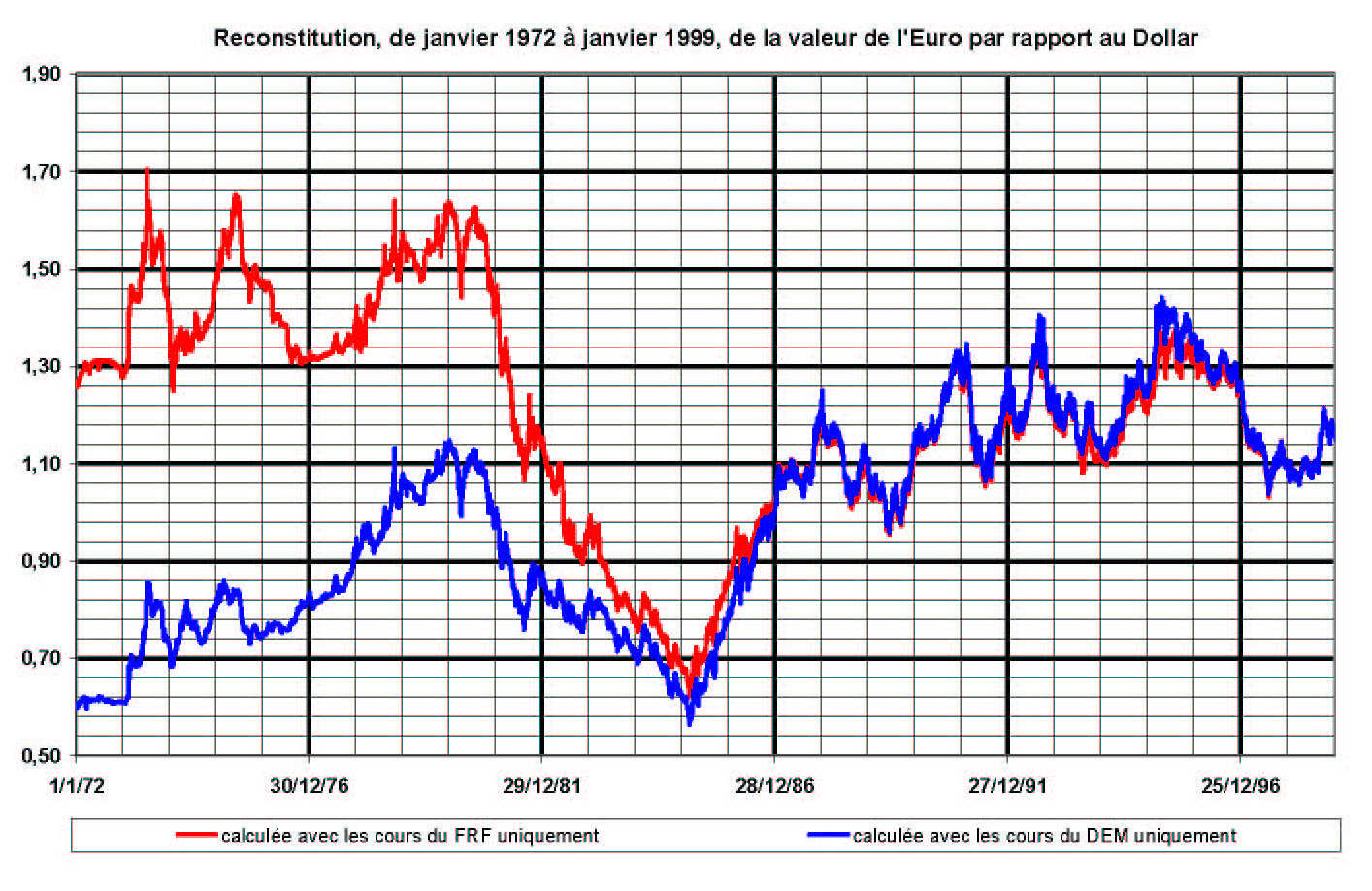
Reconstitution du taux de change euro-dollar de janvier 1972 à janvier 1999 à partir des taux de change du franc français ou du Deutsche Mark.

Si l'euro a bien succédé à l'ECU, les deux devises sont bien différentes. En particulier, l'ECU, qui était un panier, contenait des monnaies comme la livre sterling, qui n'ont pas été intégrées dans l'euro. Les deux devises européennes n'ont donc coïncidé que brièvement, pendant les heures de fermeture des marchés entre la fin de 1998 et le début de 1999 et, si l'ECU existait encore, il aurait maintenant une valeur toute autre que celle de l'euro.
Si l'on veut reconstituer la valeur qu'aurait eu l'euro par rapport au dollar avant sa cristallisation du 31 décembre 1998, il convient d'utiliser les taux de change face au dollar d'une monnaie nationale, et de lui appliquer son taux de conversion en euro. Par exemple, on prendra 6,55957 et on le divisera par la valeur du dollar en francs français. Le résultat du calcul figure sur le graphique ci-contre pour le franc français (en rouge) et le Deutsche Mark (en bleu) pour toute la période qui va de l'introduction du régime des changes flottants par Richard Nixon à celle de l'euro. 
Pendant les dix années précédant son introduction, l'euro aurait ainsi eu une valeur moyenne de l'ordre de 1,1825 dollar US calculée avec le franc français et 1,20 dollar US calculée avec le Deutsche Mark.
Une autre méthode plus exacte est de reconstituer le cours de l'euro avant 1999 à partir des pondérations des devises constituant le panier de l'ECU comme fait par exemple sur le site FXTOP.
Si l'on compare les cours de l'ECU contre dollar US et les cours de l'euro reconstitué contre dollar entre 1990 et 1999, on observe un écart de 2,5 % maximum seulement. La différence est due à la livre sterling qui faisait partie du panier de l'ECU mais pas de l'euro.

## Historique depuis janvier 1999

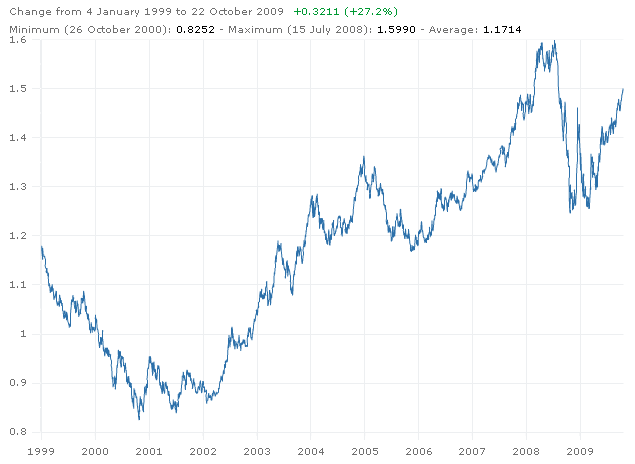
Variation du taux de change Euro-Dollar de janvier 1999 à octobre 2009.

Le 4 janvier 1999, le cours d'introduction de l'euro était de 1,1789 dollar pour un euro. On peut ensuite distinguer plusieurs périodes :
- 1999-2001 : les débuts hésitants (baisse de l'euro par rapport au dollar)
- 2002-mi-2008 : la remontée de l'euro
- mi-2008-mi-2015 : l'euro dans la crise (forte volatilité et baisse de l'euro)
- mi-2015-2020 : stabilisation autour de 1,1-1,2 (proche du cours d'introduction)

Cours : dates clés
- 4 janvier 1999 : 1 € = 1,1680 USD
- 1er janvier 2000 : 1 € = 1,0046 USD
- 26 octobre 2000 : 1 € = 0,8252 USD
- 15 juillet 2002 : l'euro retrouve la parité avec le dollar pour la première fois depuis le 23 février 2000.
- 28 décembre 2004 : 1 EUR = 1,3633 USD
- 2 janvier 2006 : 1 EUR = 1,18210 USD
- 20 septembre 2007 : 1 EUR = 1,4051 USD
- 27 novembre 2007 : 1 EUR = 1,4874 USD
- 23 avril 2008 : 1 EUR = 1,5940 USD
- 15 juillet 2008 : 1 EUR = 1,6038 USD (plus haut cours depuis le 4 janvier 1999, au 18 décembre 2008. Le taux de clôture est de 1 EUR = 1,5990 USD).
- 24 octobre 2008 : 1 EUR = 1,2530 USD (plus bas cours depuis novembre 2006).
- 18 décembre 2008 : 1 EUR = 1,4659 USD
- 13 février 2009 : 1 EUR = 1,2823 USD
- 3 décembre 2009 : 1 EUR = 1,5120 USD (plus haut cours depuis le 1er janvier 2009).
- 3 février 2010 : 1 EUR = 1,3726 USD (en pleine crise grecque)
- 6 mai 2010 : 1 EUR = 1,2612 USD (crise grecque)
- 25 mai 2010 : 1 EUR = 1,2223 USD (plus bas cours depuis novembre 2006) (crise grecque).
- 2 juillet 2010 : 1 EUR = 1,2576 USD (crise grecque)
- 16 juillet 2010 : 1 EUR = 1,2998 USD (crise grecque)
- 22 septembre 2010 : 1 EUR = 1,3411 USD (crise grecque)
- 7 novembre 2010 : 1 EUR = 1,4044 USD
- 1er janvier 2011 : 1 EUR = 1,3387 USD
- 5 mars 2011 : 1 EUR = 1,3985 USD
- 4 mai 2011 : 1 EUR = 1,4882 USD
- 23 septembre 2011 : 1 EUR = 1,3430 USD
- 31 décembre 2011 : 1 EUR = 1,2939 USD
- 25 août 2012 : 1 EUR = 1,2507 USD
- 9 mars 2015 : 1 EUR = 1,0853 USD[5]
- 10 mars 2015 : 1 EUR = 1,0755 USD (1,0735 USD à 11h45)[5]
- 31 juillet 2015 : 1 € = 1,09670[6]
- 30 novembre 2015 : 1 € = 1,0579 USD
- 4 mai 2016 : 1 € = 1,1505 USD
- 20 décembre 2016 : 1 € = 1,0364 USD
- 27 novembre 2017 : 1 € = 1,1930 USD
- 2 février 2018 : 1 € = 1,2492 USD
- 12 novembre 2018 : 1 € = 1,1265 USD
- 20 mars 2020 : 1 € = 1,0707 USD

Sources : Banque centrale européenne et Banque de France

## Évolution
Les cours de l'EUR/USD (dit euro/dollar) évoluent suivant l'offre et la demande sur le marché interbancaire dans un régime de changes flottants où les deux banques centrales — Réserve fédérale des États-Unis et Banque centrale européenne — n'interviennent que très rarement pour modifier l'évolution des cours. 
C'est la paire (de monnaies) la plus traitée en Spot (valorisation instantanée): elle intervient dans 33 % des transactions avec le dollar. Ainsi, en avril 2007, il s'échangeait en Spot, 265 milliards de dollars par jour en moyenne, rien que sur la parité EUR/USD (euro/dollar). Globalement, l'euro est plus utilisé dans les opérations transfrontières que les monnaies qu'il a remplacées.
Les variations sont assez difficiles à interpréter en l'absence d'un étalon monétaire mondial servant de référence ou pivot. Par exemple une hausse du ratio euro/dollar peut exprimer tout aussi bien une appréciation de l'euro qu'une dépréciation du dollar.